# 지방도 제929호선
지방도 제929호선은 경상북도 경주시 감포읍 대본삼거리와 남구 구룡포읍 병포리 병포 교차로를 잇는 경상북도의 지방도이다.
포항시 구간은 호미곶 주변 해안을 따라 도로가 나있어 '호미곶 일주도로'라고도 하며 드라이브 코스로 자주 이용된다. 또한 호미곶으로 가는 유일한 도로이기 때문에 해맞이 이용객들이 많이 이용하는 도로이기도 하다.

## 연혁
- 2003년 2월 20일 : 종점을 포항시 오천면 세계리에서 구룡포읍 구룡포리로 39.1 km 구간 연장. 이에 따라 '양북 ~ 오천선'에서 '양북 ~ 구룡포선'이 됨.[1]
- 2004년 10월 4일 : 장기우회도로(포항시 장기면 서촌리 ~ 임중리) 1.6 km 구간 개통[2]
- 2005년 10월 10일 : 포항시 장기면 임중리 ~ 수성리 411.5m 구간 선형 개량 개통[3]
- 2010년 2월 12일 : 구룡포 ~ 대보간 도로(포항시 구룡포읍 병포리 ~ 대보면 구만리) 11.84 km 구간 확장 개통, 기존 14.2 km 구간 폐지[4]
- 2013년 5월 16일 : 기점을 경주시 양북면 대본리에서 양북면 용당리로 변경. 연장 800m 증가.[5]
- 2018년 6월 1일 : 오천 ~ 장기간 도로(포항시 남구 장기면 창지리 ~ 오천읍 세계리) 7.31 km 구간 확장 개통, 기존 3.01 km 구간 폐지[6]
- 2018년 11월 15일 : 노선 변경으로 총 연장이 77.0km에서 81.8km로 연장.[7]
- 2021년 12월 6일: 노선명을 '양북 ~ 구룡포선'에서 '감포 ~ 구룡포선'으로 변경 및 총 연장을 81.83km에서 73.83km로 변경함.[8]

## 주요 경유지
- 경주시
  - 문무대왕면 대본삼거리 - 감은사지 - 용당리 - (두산입구) - 동경주 나들목 - 양북초등학교, 양북중학교 - 어일리 - 어일삼거리 - 와읍교 - 와읍리 - 용동교 - 용동2교 - 서곡교 - 용동리 - (미개통 구간 : 용동리 - 감재)
- 포항시
  - 남구
    - 장기면 (미개통 구간 : 감재 - 수성리) - 양포삼거리 - 양포초등학교 - 수성리 - 장기교 - 장기초등학교 - 읍내리 - 서촌리 - 금오리 - 창지리 - 장기초등학교 봉산분교 (폐교) - 신계리 - 대곡교 - 대곡1교 - 대곡리 - 정천1교 - 정천교 - 정천리
    - 오천읍 세계 교차로 - 세계리 - 신흥중학교 - 오천시장 - 단절
    - 동해면 단절 - 약전육교 - 임곡교 - 임곡리 - 청룡회관 - 임곡온천 - 입암리 - 마산리 - 흥환해수욕장 - 동해초등학교 흥환분교 (폐교) - 흥환교 - 발산리 - 한달비문재
    - 호미곶면 한달비문재 - 울기재 - 대보초등학교 대동배분교 (폐교) - 대동배리 - 구만 교차로 - 대보2 교차로 - 중간교 - 대보1 교차로 - 강사3 교차로 - 강사3교 - 강사2교 - 해군부대 교차로 - 강사1교 - 강사2 교차로 - 강사교
    - 구룡포읍 강사교 - 강사1 교차로 - 석병2교 - 석병 교차로 - 석병1교 - 삼정 교차로 - 삼정교 - 구룡2 교차로 - 구룡포중학교, 포항과학기술고등학교 - 구룡포항 - 구룡포초등학교 - 구룡포읍사무소 - 병포 교차로 - 나곡서원 - 병포 교차로

### 해제 구간
이 구간은 2013년부터 해제되었다.
- 포항시
  - 남구
    - 오천읍 오천시장 - 오천공공도서관 - 오천초등학교 - 용덕리 - 용덕사거리 - 구정리
    - 청림동 청림초등학교 - 청림삼거리 - 포항세무서 - 포항남부소방서 - 일월동
    - 동해면 공항삼거리 - 도구육교 - 도구2교 - 도구1교 - 약전육교

## 중복 구간
- 경주시 문무대왕면 (두산입구) ~ 와읍교 서단 : 국도 제14호선과 중복
- 경주시 문무대왕면 어일삼거리 ~ 와읍교 서단 : 국도 제4호선과 중복

## 도로명
- 경주시 문무대왕면 대본삼거리 ~ 와읍교 서단 : 감은로
- 경주시 문무대왕면 와읍교 서단 ~ 용동리 : 와읍용동길
- 포항시 남구 장기면 양포삼거리 ~ 오천읍 오천시장 : 장기로
- 포항시 남구 동해면 약전육교 ~ 구룡포읍 병포 교차로 : 호미로